# Edvard Schön
Per Magnus Edvard Schön, född 25 januari 1882 i Sundsvall, död 30 januari 1957 i Helsingborg, var en svensk ingenjör och kommunalpolitiker.
Edvard Schön var son till mästerlotsen Ernst Edvard Teodor Schön. Han avlade mogenhetsexamen i Sundsvall 1900 och utexaminerades från Tekniska högskolans avdelning för kemi och kemisk teknologi 1904. 
Han var överingenjörsassistent vid Skånska Superfosfat- och Svafvelsyrefabriksaktiebolaget i Helsingborg 1904–1911, driftsledare vid Konstgödningsfabriksaktiebolaget i Landskrona 1907–1908 och överingenjör vid Konstgödningsfabriksaktiebolagets fabriker i Helsingborg, Limhamn och Liljeholmen 1911–1918 samt blev efter bolagets uppgång i Reymersholms gamla industriaktiebolag 1918 överingenjör där. Schön övertog dessutom den tekniska ledningen för Reymersholms gamla industriaktiebolags kopparverk i Helsingborg 1929 och kopparverk i Oskarshamn 1937. År 1940 blev han teknisk direktör i företaget, och 1947 avgick han med pension. Han företog resor till många europeiska länder samt till USA och Kanada. Schön var bland annat ordförande i styrelsen för Hälsingborgs ångtegelbruksaktiebolag från 1933 och för AB Fermia från 1948 samt styrelseledamot i Svenska skifferoljeaktiebolaget från 1940. Han invaldes i Lantbruksakademien 1928 och Ingenjörsvetenskapsakademien 1941. 
Bland Schöns många kommunala uppdrag i Helsingborg märks att han var stadsfullmäktig för högern 1919–1946, vice ordförande där 1939–1946, ledamot av drätselkammaren 1919–1929 och ordförande i styrelsen för Helsingborgs kommunala affärsverk 1919–1929. Edvard Schön är gravsatt i Södra minneslunden vid Helsingborgs krematorium.